# Psila morio
Psila morio är en tvåvingeart som först beskrevs av Zetterstedt 1835.  Psila morio ingår i släktet Psila och familjen rotflugor. Inga underarter finns listade i Catalogue of Life.